# Arguskalkon
Arguskalkon (Meleagris ocellata) är en fågel i familjen fasanfåglar inom ordningen hönsfåglar. Den förekommer endast på Yucatánhalvön, huvudsakligen i Mexiko. Arten minskar relativt kraftigt i antal och kategoriseras som nära hotad.

## Kännetecken

### Utseende
Arguskalkonen är en mycket stor marklevande hönsfågel med en kroppslängd på hela 100 cm. Den är övervägande grön med svart, kopparfärgad och guldfärgad bandning. De större täckarna är kopparfärgade, medan vingpennorna är svartvita. På stjärten och övre stjärttäckarna är den marmorerat gråaktig med blågröna ögonlika fläckar med kopparfärgad anstrykning. Den är blå och naken på huvud och hals med röd orbitalring och ansamlingar av bjärt orangefärgade vårtor i ansiktet. Hanen har svart näbb med hornfärgad nagel och flikar som den kan blåsa upp under spelet. Honan är mattare med orangefärgad orbitalring och skär näbb.

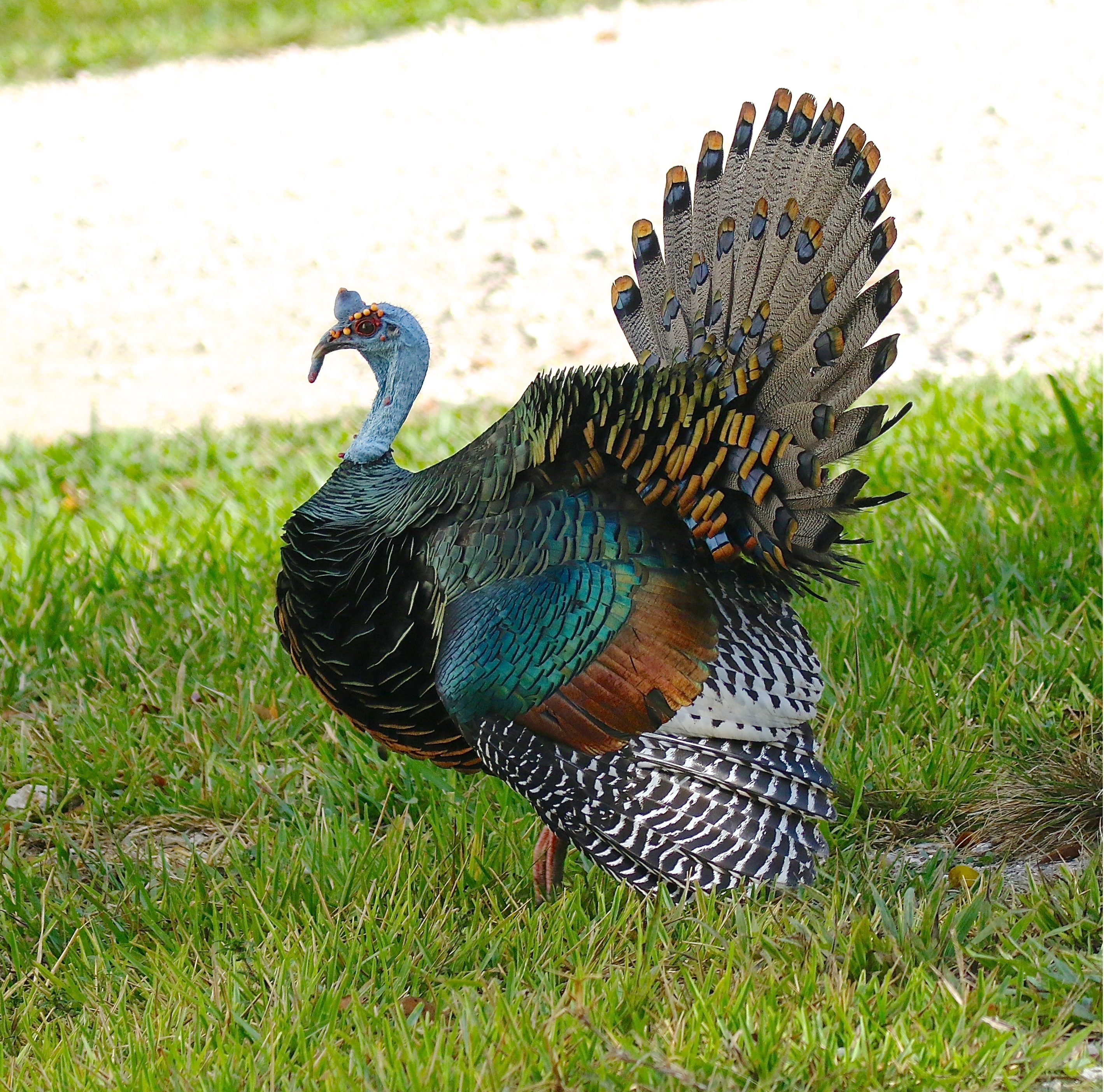

### Läten
Från hanen hörs en märklig, accelererande serie med nasala stönande ljud, medan honan kluckar lågt "tok tok tok", huvudsakligen som varningsläte.

## Utbredning och systematik
Fågeln förekommer från sydöstra Mexiko (Yucatánhalvön) till norra Guatemalas Petén och Belize. Den behandlas som monotypisk, det vill säga att den inte delas in i några underarter. Tillsammans med kalkonen utgjorde de tidigare den egna familjen Meleagridae, men genetiska studier visar att kalkonerna är djupt inbäddade i familjen fasanfåglar. Där utgör de systergrupp till skogshönsen, det vill säga järpar, ripor, orrar, tjädrar och präriehöns.

## Levnadssätt
Arguskalkonen hittas i tropiska skogar, på buskiga fält och intilliggande gläntor och hyggen. Den ses endast sällsynt utanför skyddade områden där den dock kan vara vanlig och lätt att komma nära. Fågeln uppträder ofta i grupper, födosökande på marken men tar nattkvist i träd.

## Status och hot
Arguskalkonen minskar relativt kraftigt i antal till följd av habitatförlust och jakt. Internationella naturvårdsunionen IUCN kategoriserar därför arten som nära hotad. Världspopulationen tros bestå av uppskattningsvis 20 000–50 000 vuxna individer.